# Властислав Цеснак
Властислав Цеснак (Кулпин, 22. септембар 1945 — Кулпин, 27. април 2019) био је српски сликар и архитекта словачког порекла.

## Биографија
Рођен је 22. септембра 1945. године у Кулпину у учитељској породици, отац Павел Цеснак а мајка Марија Вуковић, и ту је завршио основну школу, а гимназију у Бачком Петровцу. Још у основној школи се интересовао за сликарство и фотографију. Апсолвирао је на Архитектонском факултету у Београду, а затим је кратко време радио у архитектонским бироима у Немачкој, у Бамбергу код арх. П. Каидела и у Нирнбергу, код регирунгсбаумаистера проф. арх. Х. А. Вилхелма, а затим се запошљава у ОУ-е СО-е Бачки Петровац, на реферату за грађевинарство и урбанизам. Активно се бавио фотографијом, коју је ванредно студирао на Вербефотошулеу у Манхајму а завршио је и фотографски курс код Тибора Варге Шомођија, мајстора фотографије у Новом Саду. Публиковао је своје фотографије у штампи а имао је и неколико ауторских изложби фотографија и слајдова. Касније се углавном бави уљаним сликарством а мотиви су му били ведуте и пејзажи. Живео је и стварао у Кулпину, осведочио се као хроничар и своје фотографске ауторске актове комбиновао са својим сликарским радовима у компјутерској техници.
Осадемсетих година био је члан“ и активни сведок догађаја око организације и оживљавања активности ликовног живота Словака у Бачком Петровцу око бивше „Галерије блатно“ која је била покретачка снага у ликовном животу војвођанских Словака и у којој су главне улоге имали академски сликари Михал Кираљ, Павел Чањи и Владимир Ваљентик и која је након политичких смицалица општинских и покрајинских структура тзв. „случаја Галерије блатно“ она ипак обновила рад и касније прерасла у „Галерију Зуске Медведјове“.
Учествовао је у многим колективним изложбама у Војводини у Оџацима, Бачкој Тополи, Сремској Митровици, Бачкој Паланци, Пландишту, Бачу, Врбасу, Кули, Малом Иђошу, Сомбору, Апатину Србобрану и другим. Био је члан секције Матице Словачке у Кулпину „Keby“ са којима је годинама излагао.
Поред српског и словачког језика течно је говорио чешки и немачки а служио се енглеским и руским.
Доприносио је Википедији на српском језику под корисничким именом Vcesnak, написао је 550 чланака и направио више од 10.000 измена у периоду од 18. марта 2007. до 5. новембра 2018. године.
Преминуо је 27. априла 2019. године у Кулпину.

## Компјутерска графика
Цеснакова фотографска активност је позната јавности. Због тога нас не може изненадити експерименат Цеснака да споји две активности у једној. Нове дигиталне рачунарске технологије омогућавају синтезу више равни и садржаја којим Цеснак није одолео. Тако и нове компјутерске графике 2006. показују игру аутора али и битно проширивање простора фантазије.
Класични пејзажи Кулпина и ауторске фотографије актова су две равни спојене у новој виртуелној стварности које нам омогућавају садржај не само доживети већ и створити мишљење новим начинима. Тако си стварамо нову слику стварности. Цеснакова сумња у реалност не значи и њено негирање али у доживљају фантазије нам се слика показује у својој променљивости, претворивости и променљивости.

## Самосталне значајније изложбе
- 1983. Дом Културе „28. октобар”, Бачки Петровац, изложба графике и макрофотографије
- 1983. КУД Зволен Кулпин, фотографија и диапозитиви
- 1985. Дом Културе „28. октобар”, Бачки Петровац, графика и фотографија
- 1985. МЗ Кулпин у Кулпину
- 1986. КУД Зволен у Кулпину
- 2002. Галерија Зуске Медвеђове Бачки Петровац, изложба слика у уљу
- 2003. ординација „Dr. med. Eva Pelikan” Нирнберг Немачка, продајна изложба акварела и гваша
- 2004. Простори Еванеличке цркве, Кулпин, изожба слика у уљу
- 2005. Кафе нова Гложан, изложба слика у уљу
- 2006. Простори Евангеличке цркве, Кулпин, изложба уљаних слика и компјутерске графике.